# Rivière Ventadour
Pour les articles homonymes, voir Ventadour.
La rivière Ventadour est un affluent de la rive Sud du Lac Robert (rivière Opawica) coulant dans Eeyou Istchee Baie-James (municipalité), en Jamésie, dans la région administrative du Nord-du-Québec, au Québec, au Canada.
Cette rivière traverse successivement les cantons de Ventadour et de Feuquières. La foresterie constitue la principale activité économique du secteur ; les activités récréotouristiques, en second. Un camp de bûcherons été établi sur la rive Ouest du lac Ventadour près de route forestière.
Le Sud de la vallée de la rivière Ventadour est desservie par la route 212 qui relie Obedjiwan à La Tuque et passe au sud du lac Dubois. De là, la route forestière R1032 (sens Nord-Sud) passe du côté Ouest de la rivière Ventadour.
La surface de la rivière Ventadour est habituellement gelée du début novembre à la mi-mai, toutefois la circulation sécuritaire sur la glace se fait généralement de la mi-novembre à la mi-avril.

## Géographie
Les bassins versants voisins de la rivière Ventadour sont :
- côté nord : lac Robert (rivière Opawica), lac Gabriel (rivière Opawica), lac Rohault, rivière Opawica ;
- côté est : rivière Titipiti, rivière Normandin, rivière Marquette Ouest, lac Poutrincourt, rivière Ashuapmushuan ;
- côté sud : réservoir Gouin, rivière Wapous, lac Magnan (réservoir Gouin) ;
- côté ouest : rivière Pokotciminikew, rivière Toussaint.

La rivière Ventadour prend naissance à l'embouchure d’un lac Georges (longueur : 0,7 km ; altitude : 433 m) dans le canton de Ventadour. L’embouchure de ce lac est située dans le Parc Haute-Mauricie à 0,8 km à l’Ouest de la limite de Eeyou Istchee Baie-James (municipalité) et de la municipalité régionale de comté (MRC) Le Domaine-du-Roy. Le lac Georges et son voisin vers l’Ouest, le lac du Lion, sont les deux lacs les plus au Sud de Eeyou Istchee Baie-James (municipalité). Le lac Georges est situé à 3,3 km au Sud-Ouest du lac Normandin (rivière Normandin) qui s'avère le lac de tête de la rivière Normandin, un affluent de la rivière Ashuapmushuan laquelle se déverse à son tour sur la rive Ouest du Lac Saint-Jean.
L’embouchure du lac Georges est située à :
- 26,4 km au Sud de l’embouchure de la rivière Ventadour (confluence avec le lac Robert (rivière Opawica)) ;
- 47,2 km au Sud-Est de l’embouchure du lac Gabriel (rivière Opawica) ;
- 68,2 km au Sud-Est de l’embouchure du lac Caopatina ;
- 145,6 km au Sud-Est de la confluence de la rivière Opawica et de la rivière Chibougamau, soit la tête de la rivière Waswanipi ;
- 418 km au Sud-Est de l’embouchure de la rivière Nottaway (confluence avec la Baie James) ;
- 113,1 km au Sud-Est du centre-ville de Chibougamau ;
- 26,7 km au Nord-Est du réservoir Gouin.

À partir de l'embouchure du lac de tête, la rivière Ventadour coule sur 33,5 km selon les segments suivants :
- 2,2 km vers le Nord dans le canton de Ventadour, jusqu’à l’embouchure du lac Quinn (longueur : 1,2 km ; altitude : 427 m) que le courant traverse sur sa pleine longueur ;
- 0,9 km vers l’Ouest, jusqu’à la décharge (venant du Sud) du lac Geaty ;
- 2,4 km vers le Nord, en traversant le lac Nairn (longueur : 3,3 km ; altitude : 418 m), jusqu’à l’embouchure du dernier, où un pont routier est aménagé ;
- 1,3 km vers le Nord, jusqu’à un deuxième pont routier ;
- 16,6 km vers le Nord, en traversant le lac Ventadour (altitude : 424 m) sur sa pleine longueur en entrant dans le canton de Feuquières pour les derniers 2,6 km de la partie Nord du lac ;
- 10,1 km vers le Nord, jusqu’à son embouchure[2].

La rivière Ventadour se déverse au fond d’une baie sur la rive Sud du lac Boucher (rivière Opawica). De là, le courant traverse ce lac lequel se déverse sur la rive Est du lac Gabriel (rivière Opawica). Cette dernière remonte à son tour généralement vers le Nord-Ouest, puis l’Ouest, puis le Nord, jusqu’à sa confluence avec la rivière Chibougamau ; cette confluence constituant la source de la rivière Waswanipi. Le cours de cette dernière coule vers l’Ouest et traverse successivement la partie Nord du lac Waswanipi, le lac au Goéland et le lac Olga (rivière Waswanipi), avant de se déverser dans le lac Matagami lequel se déverse à son tour dans la rivière Nottaway, un affluent de la Baie de Rupert (Baie James).
La confluence de la rivière Ventadour avec le lac Robert (rivière Opawica) est située à :
- 10,2 km au Sud de l’embouchure du lac Robert (rivière Opawica) ;
- 21,1 km au Sud-Est de l’embouchure du lac Gabriel (rivière Opawica) ;
- 17,1 km au Sud d’une baie du lac Rohault ;
- 135,6 km au Sud-Est de l’embouchure de la rivière Opawica (confluence avec la rivière Chibougamau) ;
- 85,1 km au Sud du centre-ville de Chibougamau ;
- 81,2 km au Sud-Est du centre du village de Chapais (Québec) ;
- 41,1 km au Nord d’une baie de la rive Nord du Réservoir Gouin.

## Toponymie
À différentes époques de l’histoire, ce territoire a été occupé par les Attikameks, les Algonquins et les Cris.
Le toponyme "rivière Ventadour" a été officialisé le 5 décembre 1968 à la Commission de toponymie du Québec, soit lors de sa création.